# Nimrod Glacier
Nimrod Glacier är en glaciär i Antarktis. Den ligger i Östantarktis. Nya Zeeland gör anspråk på området. Nimrod Glacier ligger 55 meter över havet.
Terrängen runt Nimrod Glacier är platt. Trakten är obefolkad. Det finns inga samhällen i närheten.